# Cognomi del Trentino-Alto Adige
I cognomi del Trentino-Alto Adige sono cognomi tipicamente diffusi in Trentino e in Südtirol.

## Caratteristiche

### Cognomi trentini
A Trento e provincia sono molto diffusi cognomi comuni a tutto il nord Italia (Sartori, Sartor, Lorenzi) ma vi sono anche cognomi discendenti da nomi di battesimo (Tomasi) o di professioni (Fabbri, Ferrari).
A Trento sono diffusissimi i cognomi Ferrari, Tomasi, Degasperi, Bortolotti, Piffer, Franceschini, Moser, Baldessari, Michelon.
Sono altresì presenti e diffusi cognomi di origine germanica .

### Cognomi del Südtirol
A Bolzano e in tutta la provincia autonoma sono diffusi cognomi germanofoni che convivono nel territorio con quelli italofoni. Un esempio di cognomi germanofoni molto diffusi sono i cognomi Pichler, Mair, Kofler, Herbst, Brunner. Per quanto riguarda i cognomi italofoni troviamo molto diffusi sul territorio i cognomi Ferrari, Sartori, Fontana, Frasnelli, Bernardi.

## Frequenza

### Diffusione regionale[5]
I dieci cognomi più diffusi in Trentino-Alto Adige sono:
1. Mair
2. Co
3. Ferrari
4. Pichler
5. Tomasi
6. Kofler
7. Hofer
8. Sartori
9. Gruber
10. Pedrotti

### Diffusione provinciale[5]
| Provincia | Cognomi                                                                                      |
| --------- | -------------------------------------------------------------------------------------------- |
| Bolzano   | Mair, Co, Pichler, Gruber, Kofler, Gasser, Egger, Hofer, Messner, Gamper.                    |
| Trento    | Ferrari, Tomasi, Sartori, Rossi, Zeni, Pedrotti, Bortolotti, Valentini, Giovannini, Girardi. |

### Cognomi nei capoluoghi di provincia[5]
| Città   | Cognomi tipici                                                                                           | Note  |
| ------- | --- | ----- |
| Bolzano | Pichler, Ferrari, Rossi, Gasser, Mair, Sartori, Fontana, Vieider, Schweigl, Oberrauch.                   | [ 7 ] |
| Trento  | Tomasi, Degasperi, Pedrotti, Bortolotti, Ferrari, Nardelli, Franceschini, Decarli, Casagrande, Demattei. | [ 6 ] |